# Шапел Мулијер
Шапел Мулијер (фр. Chapelle-Moulière) насеље је и општина у западној Француској у региону Поату-Шарант, у департману Вијена која припада префектури Поатје.
По подацима из 2011. године у општини је живело 651 становника, а густина насељености је износила 38,2 становника/km². Општина се простире на површини од 17,04 km². Налази се на средњој надморској висини од 123 метара (максималној 141 m, а минималној 55 m).

## Демографија
| 1962. | 1968. | 1975. | 1982. | 1990. | 1999. | 2011. |
| ----- | ----- | ----- | ----- | ----- | ----- | ----- |
| 302   | 357   | 354   | 408   | 425   | 513   | 651   |

График промене броја становника у току последњих година